# Чудик Ігор Іванович
Ігор Іванович Чудик (нар. 22 червня 1978, с. Шевченкове, Долинський район, тепер Калуський район, Івано-Франківська область) — український вчений, доктор технічних наук, професор кафедри буріння нафтових і газових свердловин Івано-Франківського національного технічного університету нафти і газу. Ректор Івано-Франківського національного технічного університету нафти й газу (з 2023).

## Біографія

### Освіта
1995 р. – атестат з відзнакою СШ І-ІІІ ст. с. Шевченкове Долинського р-н Івано-Франківської обл.
2000 р. – диплом магістра з відзнакою за спеціальністю «Буріння нафтових і газових свердловин» (Івано-Франківський державний технічний університет нафти і газу), гірничий інженер, очно.
2000-2003 рр. – аспірантура ІФДТУНГ (денна форма навчання).
2007-2010 рр. – докторант ІФНТУНГ (денна форма навчання).

### Наукові ступені та вчені звання
2005 р. – кандидат технічних наук (спеціальність 05.15.10 – «Буріння свердловин»);
2006 р. – доцент кафедри буріння нафтових і газових свердловин;
2012 р. – доктор технічних наук (спеціальність 05.15.06 – «Видобування нафти і газу»);
2014 р. – професор кафедри буріння нафтових і газових свердловин.

### Трудовий шлях
2000 р. – Стрийський ВБР БУ “Укрбургаз”, ДК «Укргазвидобування».
2003-2004 рр. – науковий співробітник НДІНГЕіЕ ІФНТУНГ.
2004-2006 рр. – асистент кафедри буріння нафтових і газових свердловин.
2006-2012 рр. – доцент кафедри буріння нафтових і газових свердловин.
2012-2017 рр. – професор кафедри буріння нафтових і газових свердловин.
2012-2017 рр. – завідувач кафедри буріння нафтових і газових свердловин.
2017-2023 рр. – проректор з наукової роботи ІФНТУНГ.
З червня 2023 року — ректор Івано-Франківського національного технічного університету нафти й газу.
З листопада 2023 р. на даний час – голова Вченої ради ІФНТУНГ.

Професійний і науковий досвід:
2008-2012 рр. – голова Ради молодих вчених ІФНТУНГ.
З 2008 р. на даний час – член Спілки буровиків України.
З 2014 р. на даний час – академік Української нафтогазової академії.
З 2014 р. на даний час – голова спецради по захисту дисертацій за спеціальностями «Буріння нафтових і газових свердловин» і «Розробка нафтових і газових родовищ», ІФНТУНГ.
2017-2023 рр. – голова конкурсної комісії Всеукраїнського студентського конкурсу наукових робіт «Нафтогазова та газова промисловість».
2018-2020 рр. – член робочої групи з експертизи проектів фундаментальних і прикладних досліджень та науково-технічних розробок вищих навчальних закладів та наукових установ, які належать до сфери управління МОН України.
2021-2023 рр. – гарант третього рівня акредитації (доктор філософії – phD) освітньо-наукової програми 185 «Нафтогазова інженерія та технології», ІФНТУНГ.
З 2021 р. на даний час – член експертної групи з розвитку пріоритетних напрямків наукової, науково-технічної та інноваційної діяльності МОН України в секції «Енергетика та енергоефективнiсть».
З 2023 р. на даний час – член науково-технічної ради Міністерства енергетики України в секції «Нафтова, газова та нафтопереробна промисловість».

## Наукові дослідження
Розвиток науково-технологічних основ і засобів забезпечення високих показників розробки й експлуатації нафтових, газових, газоконденсатних і нафтогазоконденсатних родовищ і видобування нафти, газу та супутніх компонентів з найбільшою техніко-економічною ефективністю, максимальним нафтогазоконденсатовилученням та екологічними вимогами.. Співавтор понад 150 наукових праць  (20 в базах Scopus і 3 у WoS, та понад 40 винаходів), 3-х навчальних посібників, 3-х монографій; підготував 2-х докторів і 5-х кандидатів наук; індекс наукового цитування в науково-метричних базі Scopus - hі=8 при 114 цитуваннях публікацій і hі=1 – в базі WoS при 7 цитуваннях публікацій; науковий опонент 2-х дисертацій; виконавець і керівник понад 30 держбюджетних і госпдоговірних наукових тематик та науково-експертних висновків.

## Нагороди
2006 р. – диплом і премія Івано-Франківської ОДА;
2008 р. – іменний грант Президента України для здійснення наукових досліджень молодим вченим (до 35 років);
2008 р. – стипендія Кабінету Міністрів України;
2012 р. – лауреат премії і відзнаки Кабінету міністрів України за особливі досягнення молоді  у розбудові України в номінації «За наукові досягнення»;
2014 р. – іменна стипендія Верховної Ради України для найталановитіших молодих вчених;
2016 р. – переможець обласного рейтингового огляду «Науково-технічна творчість Прикарпаття» в номінації «Кращий винахідник року» м. Івано-Франківськ;
2017 р. – відзнака Міністерства освіти і науки України;
2017 р. – іменний грант Президента України для здійснення наукових досліджень докторам наук (до 45 років);
2018 р. – незалежна премія "Визнання року" в номінації "Науковець року", журнал "Місто", м. Івано-Франківськ;
2019 р. – грамота Міністерства освіти і науки України;
2019 р. – іменна обласна премія Марії Волосовської, м. Івано-Франківськ;
2020 р. – переможець обласного рейтингового огляду «Галицький кмітливець» в номінації «Кращий керівник з науково-технічної творчості»;
2021 р. – лауреат обласної премії ім. Г. Терсенова, м. Івано-Франківськ;
2023 р. – медаль Міністерства оборони України «За сприяння збройним силам України».